# Sepoltura di Cristo (Annibale Carracci)
La Sepoltura di Cristo è un dipinto di Annibale Carracci.

## Storia

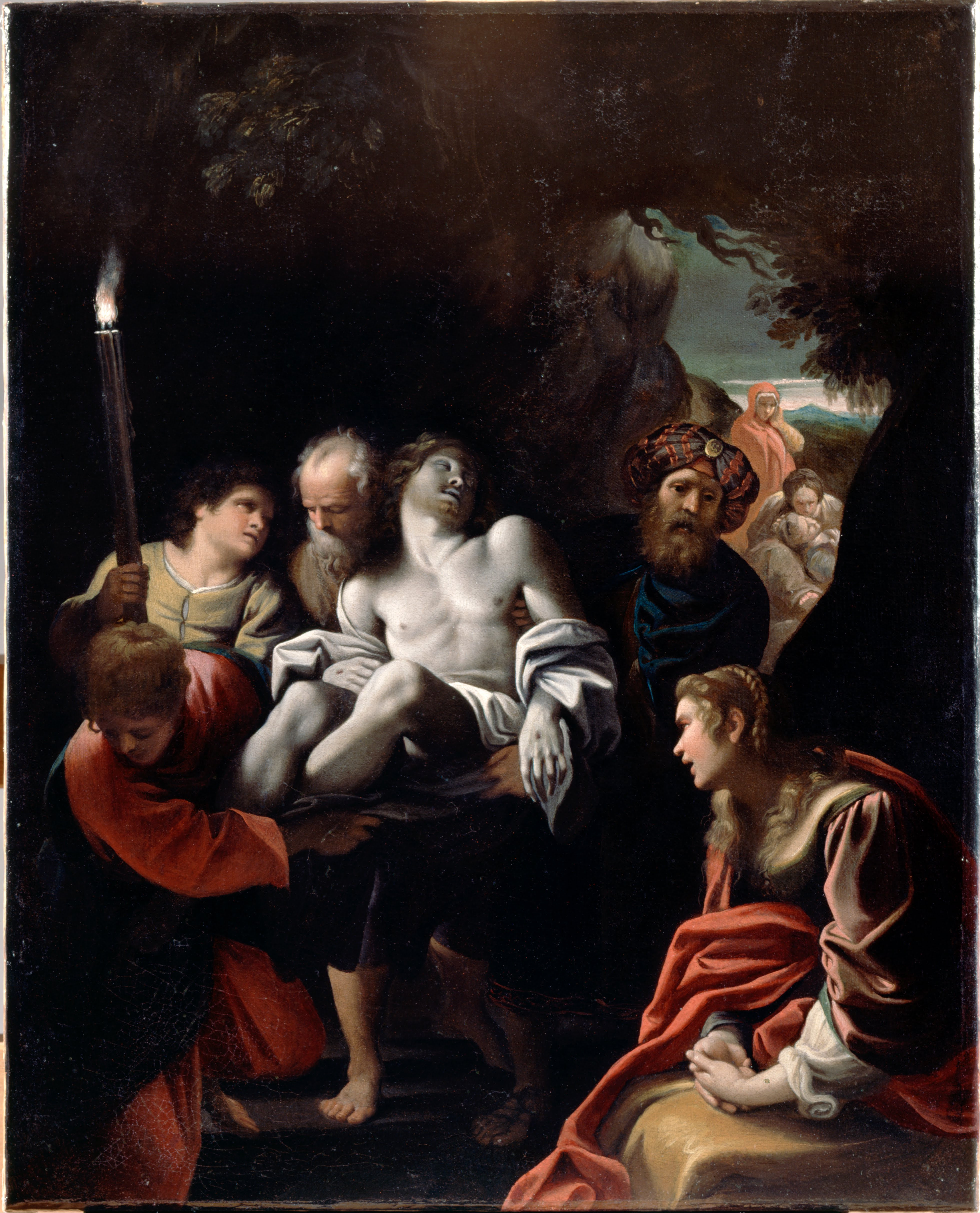
Sisto Badalocchio, Sepoltura di Cristo, 1607 ca., Londra, Dulwich Picture Gallery

Tanto il Bellori che il Malvasia, principali biografi seicenteschi di Annibale Carracci, riferiscono  concordemente che egli realizzò una deposizione per Astorre Sampieri, autorevole ecclesiastico bolognese.
Il Malvasia tramanda qualche particolare in più: l'autore della Felsina Pittrice, innanzitutto, testimonia che si trattava di un dipinto su rame ed inoltre racconta che il Sampieri lo avrebbe commissionato ad Annibale per farne dono ad un'importante personalità romana (di cui non è fatto il nome). Sempre seguendo il Malvasia, Astorre Sampieri avrebbe apprezzato a tal punto il piccolo dipinto da non riuscire a disfarsene, ordinandone pertanto una copia (mai identificata) a Guido Reni, all'epoca allievo dei Carracci, e donando quest'ultima.
Dell'opera si persero le tracce in data imprecisata.
La riscoperta del dipinto si deve innanzitutto ad una intuizione. Venne notato, infatti, che esistono molteplici copie e derivazioni della piccola sepoltura di Cristo – più di una delle quali dovuta a Sisto Badalocchio –, tutte con evidenza derivate dallo stesso prototipo. Proprio l'elevato numero di copie e varianti indusse a ritenere che il modello iniziale doveva essere opera di un maestro noto ed apprezzato e, anche sulla base delle antiche fonti biografiche carraccesche, si giunse alla conclusione che esso doveva essere individuato proprio nel rame fatto da Annibale per Astorre Sampieri (che in quel momento, tuttavia, rimaneva ancora non individuato).
Un paio di decenni dopo questa prima acquisizione degli studi, apparve sul mercato antiquario un'ulteriore versione (su rame) di questa composizione. Dapprima essa venne ritenuta un'altra copia della Sepoltura di Annibale (per alcuni di autore ignoto, per altri un ulteriore tributo del Badalocchio all'opera del suo maestro) e con questa attribuzione fu acquistata, nel 1998, dal Metropolitan Museum of Art di New York.
La qualità del rame del Metropolitan, tuttavia, poco dopo il suo ingresso nel museo newyorchese, indusse ad identificarvi l'originale di Annibale, sino ad allora noto solo attraverso le molte copie riconosciute.
Il dipinto è datato intorno al 1595. In quell’anno, infatti, Annibale portava a compimento, con suo cugino Ludovico e suo fratello Agostino, una vasta campagna decorativa per i Sampieri, nell’ambito della quale aveva realizzato anche il Cristo e la Samaritana al pozzo ora a Brera.

## Descrizione e stile

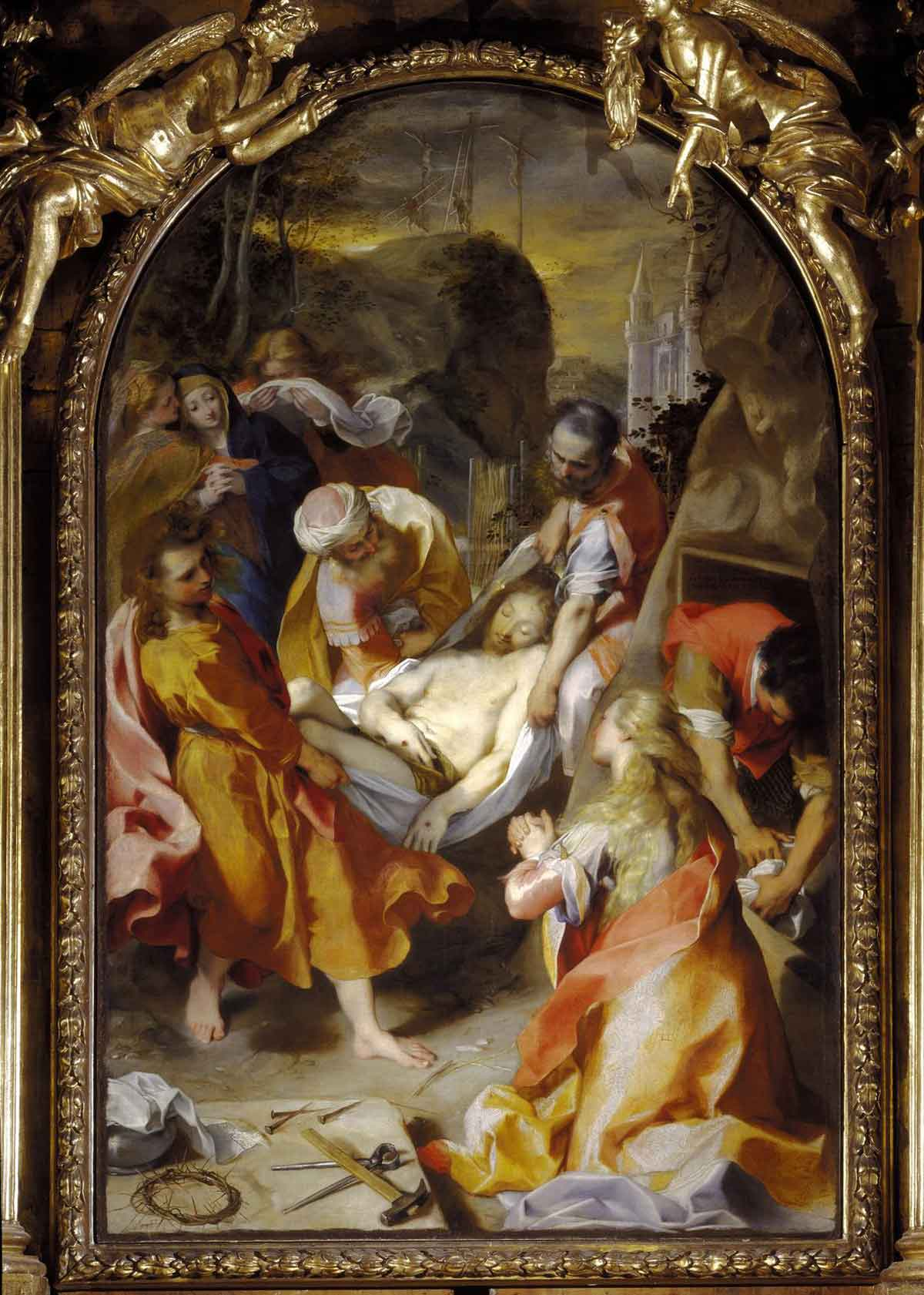
Federico Barocci, Sepoltura di Cristo, 1579-1582, Senigallia, Chiesa della Croce

Il piccolo rame di Annibale si segnala innanzitutto per i notevoli effetti luministici che lo pervadono: il corpo di Cristo, è condotto entro una grotta buia, rischiarata solo da una candela, sorretta da uno degli astanti, che diffonde la sua luce rossastra sulle pareti di roccia e sui volti dei personaggi presenti.
La spoglia di Gesù, sulla quale Annibale ha concentrato dei decisi chiaroscuri, emerge relativamente dalla semioscurità. Dall'apertura della grotta si vede in lontananza la luce dell'alba che si fa strada tra le tenebre.
Anche la composizione è di grande efficacia. Il corpo in scorcio del Signore è trasportato da un gruppo di persone, dalle pose diverse, che lo presentano all’osservatore: la frontalità di Cristo e il punto di osservazione interno alla grotta rendono il riguardante pienamente partecipe all’evento, soluzione compositiva che annuncia la pittura barocca.
Nell’angolo destro, la Maddalena, seduta a terra e a mani giunte, contempla con dolore l’accadimento in corso.
Questa figura potrebbe essere stata ripresa dal Reni – che secondo la testimonianza del Malvasia copiò per primo la Sepoltura di Annibale – nella madre, in una posizione assai simile, che compare al centro della sua Strage degli innocenti.
Fuori dalla grotta, infine, si vedono le pie donne, alle cui spalle sorge la luce dell’aurora.
È stato ipotizzato che Annibale possa aver utilizzato come modello per il rame del Metropolitan la pala d’altare, di identico soggetto, realizzata da Federico Barocci, circa quindici anni prima, per la chiesa della Croce di Senigallia.
Altro dipinto con il quale si coglie un'assonanza, relativa alla posizione del corpo di Gesù col busto semieretto, è la Trinità con Cristo morto di Ludovico Carracci.

## Galleria d'immagini

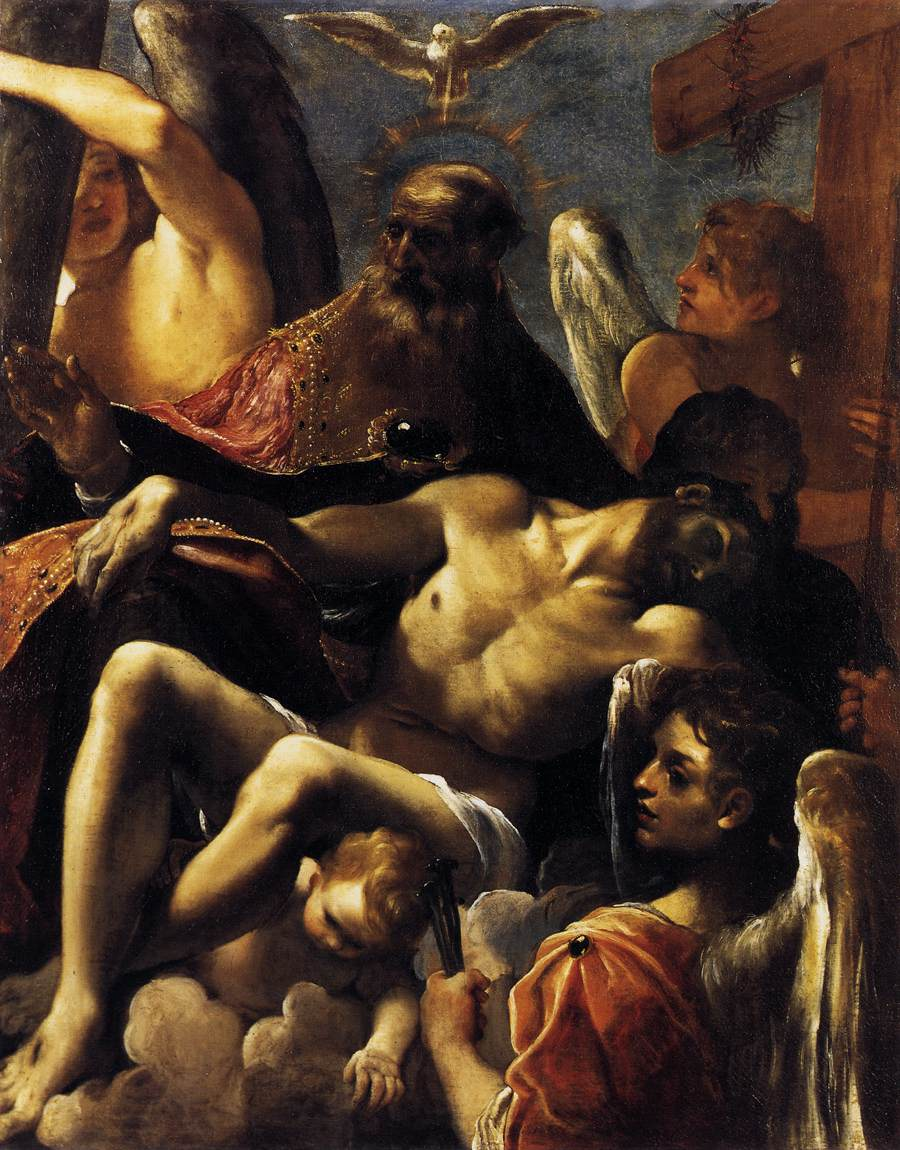
Ludovico Carracci, Trinità con Cristo morto, 1590 ca., Città del Vaticano, Pinacoteca vaticana